# معركة مورك
كانت معركة مورك معركة في محافظة حماة خلال الحرب الأهلية السورية بين المعارضة والحكومة السورية. وقد تركزت الاشتباكات حولها وفي الجانب الشرقي من بلدة مورك، حيث حاول الجيش السوري استعادة البلدة بعد ان فقدها لصالح المعارضة في 1 فبراير 2014.

## الاستيلاء على مورك
في 1 فبراير، أفادت التقارير بأن المعارضة أخذت حاجز الحرش، شمال مورك، وحاجز الجسر، بين حلفايا وطيبة الإمام. واستولوا أيضًا على حاجز العبود العسكري، وبذلك سيطروا سيطرة تامة على مورك وقطعوا خط الإمداد إلى قاعدتي وادي الضيف والحميدية العسكريتين بالقرب من معرة النعمان، وعزلوا حواجز الجيش في خان شيخون. وبذلك تمكنت المعارضة من الارتباط بجماعات معارضة أخرى في الريف الشرقي والغربي من حماة.

## هجوم مضاد للجيش
في 3 فبراير، وقعت مصادمات عنيفة بين المعارضة وقافلة تابعة للجيش متجهة إلى مورك بالقرب من جسر صوران. ووفقًا لما ذكره المرصد السوري لحقوق الإنسان، قتل ما لا يقل عن 20 جنديًا من جنود الجيش في القتال. وبعد ذلك بيومين، وقعت مصادمات عنيفة في الكتيبة المدرعة الواقعة شمال مورك، وسوران، وعلى الطريق السريع جنوب صوران. وتمكن الجيش من الاستيلاء على صوران. وفي 11 فبراير، قتل ما لا يقل عن 10 من المقاتلين المواليين للحكومة بعد أن اصطدمت سيارة مفخخة بحاجز العبود، جنوب مورك. وفي 15 فبراير، دمرت المعارضة نقطه تفتيش مادجات بالقرب من مورك (لا ينبغي الخلط بينهم وبين من يحملون نفس الاسم بالقرب من خان شيخون وطيبة الإمام على التوالي). وفي 17 فبراير، أفادت التقارير بأن الجيش اقتحم مورك، ولكن المعارضة صدته. ودخل الجيش محيط مورنك مرة أخرى في وقت لاحق من ذلك اليوم. وفي 28 فبراير، تمكن الجيش من التقدم نحو مورك، وسط القتال العنيف والقصف المتبادل.

## الجمود وتقدم الجيش إلى شرقي مورك
في 4 مارس، وقعت مصادمات عنيفة علي الطريق السريع الدولي جنوب مورك ، بينما أصيب الجانب الغربي من مورك بضربات جوية. وبحلول 24 مارس، كانت المعارضة قد حاربت مرارا المحاولات التي قام بها الجيش لاختراق خطوطهم في مورك.
وفي 4 أبريل، قتل ستة من المعارضة بالاشتباكات التي وقعت حول البلدة، وأفيد أن القوات الحكومية استولت علي أجزاء من مورك في 14 أبريل. وفي الفترة ما بين 18 و22 أبريل، أفاد المرصد السوري لحقوق الإنسان بأن المعارضة تمكنت من تعطيل ثلاث دبابات تابعة للجيش بالقرب من مورك وعلى محيطها. وفي 24 أبريل، أفادت التقارير ان ما لا يقل عن 6 جنود ومقاتلين موالين للحكومة قد قتلوا وجرحوا على يد كمين نصبته المعارضة على محيط مورك.
وفي 1 مايو، تمكنت المعارضة من الاستيلاء على نقطة تفتيش تابعة للجيش جنوب مورك، بينما استعاد الجيش سيطرته على منطقة شرقي مورك بعد خمسة أيام.

## هجوم الجيش يوليو–أغسطس
في 16 يوليو، جدد الجيش هجومه وقصف البلدة أكثر من 20 مرة في محاولة لاقتحام الجزء الذي كانت تسيطر عليه المعارضة في مورك لكسر حصار قاعدة وادي الضيف. وأسفر الهجوم عن مقتل 15 من المعارضة. وذكر المرصد السوري لحقوق الإنسان أن المعارضة كانت في هذه المرحلة على وشك فقدان الموقع الاستراتيجي. ولقي ما لا يقل عن 11 من المعارضة مصرعهم في ذلك اليوم، بينما لقي جندي واحد على الأقل وثلاثة من مقاتلي حزب الله مصرعهم. وشن الجيش ما لا يقل عن 10 ضربات جوية في اليوم التالي.
وفي 18 يوليو، أفادت التقارير بأن الجيش شن 12 ضربه جوية، بينما أسقط أيضًا 6 براميل متفجرة على مورك. ووفقًا لما ذكره المرصد السوري لحقوق الإنسان، استولت القوات المسلحة على قاعدة كتيبة الدبابات شمال مورك، ولكن المعارضة تمكنت من استعادة الموقع العسكري و'النقطة السادسة' في وقت لاحق من ذلك اليوم. لقي ما لا يقل عن سبعة من المعارضة (من بينهم قائد) والعديد من المقاتلين الموالين للحكومة مصرعهم وأسروا في القتال. كما زعم أن المعارضة دمرت دبابة واستعادت منطقة كسارة الفستق في شرق مورك.
وفي 20 يوليو، قتل ما لا يقل عن سبعة من مقاتلي المعارضة في كمين نصبه الجيش حول سوران. وبعد ذلك، عاد القتال من أجل مورك إلى طريق مسدود، حيث اندلعت مناوشات محلية في البلدة وحولها.

## المعارضة تستعيد الأرض الضائعة
وقد تمكنت المعارضة من التقدم في الجانب الجنوبي من مورك في 29 يوليو، وفقًا لما ذكره المرصد السوري لحقوق الإنسان، واستعادوا في نهاية المطاف الجزء الجنوبي الغربي من البلدة في ليله 12–13 أغسطس. وأفيد أيضًا بأن الجيش بدأ يتراجع إلى ضواحي مورك. ومع ذلك، استمر القتال في البلدة في اليوم التالي. وفي 25 أغسطس، تقدمت المعارضة في المناطق الريفية الشمالية من مورك.

## هجوم الجيش في أكتوبر والاستيلاء على مورك
في 14 أكتوبر، تقدمت المعارضة في المنطقة الواقعة بين ما يسمى «النقطة الثامنة» وحاجز الكسارة ودمروا ثلاث مركبات تابعة للجيش، بينما كان من غير الواضح من سيطر علي قاعدة «كتيبة الدبابات» شمال مورك في ذلك الوقت. وفي 17 أكتوبر، تأكد أن الجيش استولى على القاعدة، وفي وقت لاحق من ذلك اليوم حقق مزيدًا من التقدم في ضواحي البلدة، وكذلك داخلها، حيث أرسل كلا الجانبين تعزيزات إلى المنطقة. وذكرت المصدر نيوز أن الجيش استولى على طريق مورك-خان شيخون شمال مورك. وعلى الرغم من أن المرصد السوري لحقوق الإنسان أفاد باستمرار القتال على الطريق في اليوم التالي.
وفي 23 أكتوبر، سيطر الجيش السوري، مدعومًا بميليشيات متحالفة، سيطرة تامة على مورك، بعد تسعة أشهر من استيلاء قوات المعارضة عليها. ووفقًا لما ذكره المصدر فإن أكثر من 200 مقاتلًا من الجبهة الإسلامية و27 من قوات الجيش السوري و32 من مقاتلي قوات الدفاع الوطني قتلوا في الأسبوع الأخير من المعركة. وقد انسحبت المعارضة من البلدة جنوب غرب إلى تل لطمين حيث واجهتها المزيد من القوات الحكومية وفي وقت متأخر من بعد ظهر اليوم أمن الجيش التل.

## ما بعد
في 5 نوفمبر 2015، سيطرت المعارضة على مورك، في أعقاب اشتباكات مع القوات الموالية للحكومة.